# Südheide
Südheide è un comune tedesco della Bassa Sassonia, appartenente al circondario di Celle.

## Storia
Il comune di Südheide venne creato il 1º gennaio 2015 dalla fusione dei comuni di Hermannsburg e di Unterlüß. Esso prese il nome dalla Südheide, una regione della landa di Luneburgo attraversata dal fiume Aller.